# Onthophagus bassariscus
Onthophagus bassariscus là một loài bọ cánh cứng trong họ Bọ hung (Scarabaeidae).